# Кастеллетти, Мишель
Мишель Кастеллетти (англ. Michelle Castelletti; род. в 1974 году, Мальта) — мальтийская дирижер, певица и композитор.

## Жизнь
Мишель Кастеллетти родилась в художественной семье и получила образование в Мальтийском университете и в Университете Крайст-Черч в Кентербери. Она выступила с известными оркестрами как Мальтийским филармоническим оркестром, Филармоническим оркестром Би-би-си и Оркестром Халле. 26 января 2017 года она провела мировую премьеру Концертино для гитары, клавесин и оркестра мальтийского композитора Рубена Паче на Международном фестивале барочной музыки в Валлетте в Театре Маноэль с Мальтийским филармоническим оркестром, солисти были Йоханна Байштайнер (гитара) и Джоан Камиллери (клавесин). Кастеллетти является художественным руководителем Мальтийского фестиваля искусств и Королевского Северного колледжа музыки.